# Yūki Obata
Yūki Obata (小畑友紀?), Nacida el 1 de febrero, actualmente vive en Hokkaido.
Actualmente sus trabajos se publican en Betsucomi, el ciclo shoujo de la editorial Shogakukan.
Su carrera profesional comenzó en 1998, con la publicación de Raindrops. Desde entonces publicó otros 4 mangas ("Suki Kirai Suki" (2000), "Maru Sankaku Shikaku" (2001), "Bokura ga Ita" (2002) y "Sumire wa Blue" (2008)). 
Su quinta obra, Bokura ga Ita (Érase una vez nosotros) ganó el premio Shogakukan como mejor manga shoujo de 2005; la obra más tarde se adaptaría al anime, tras el gran éxito que tuvo el manga. Requirió de 26 capítulos, sin tener un verdadero final, ya que la autora dijo que acabaría primero el manga y, después de acabarlo, continuaría el anime.
En 2008, la autora anunció que se tomaría un tiempo libre por cuestiones personales, y dejó de trabajar en Bokura ga Ita, hasta que en junio de 2009 retomó el popular manga, publicando el esperado primer capítulo del 13º volumen.
En una conferencia, Yūki reveló que el manga de Bokura ga Ita hará un total de 14 volúmenes, finalizando así la trama, con un final algo triste, según ella. Finalmente Bokura Ga Ita ha finalizado con 16 tomos con un final feliz y melancólico.

## Obras
- Raindrops (Gotas de lluvia)
- Suki Kirai Suki
- Maru Sankaku Shikaku
- Bokura ga Ita (Érase una vez nosotros)
- Sumire wa Blue (La tristeza de Sumire/Las violetas son azules)
- Haru Meguru

- Datos: Q6142167